# Falacer
Falacer, ou de façon plus complète divus pater falacer, était un ancien dieu italien, selon Varron. Hartung est enclin à le considérer comme une épithète de Jupiter, car falandum, selon Festus, était le nom étrusque de « ciel ».
Son nom peut apparaître dans le nom de la ville de Falacrine (latin: Falacrīnum ou Phalacrīna).
L'un des flamines mineurs, le flamen Falacer, lui était consacré.